# 哥本哈根警察總部
哥本哈根警察總部大樓（丹麥語：Københavns Politigård）是位於丹麥哥本哈根市中心的一座大樓，設計者是Hack Kampmann和Aage Rafn，是一座新古典主義建築，竣工於1924年。該大樓也經常出現在電視劇中。

## 外部連結
- Images on arkitekturbilleder.dk
- PDF（页面存档备份，存于） about the building

55°40′15″N 12°34′20″E / 55.6707°N 12.5722°E